# 臺北市社會住宅列表
由臺北市市政府都市發展局負責臺北市開發的社會住宅。

## 工程進度列表

### 已完工
| 名稱                 | 地區   | 啟用日期       |
| -------------------- | ------ | -------------- |
| 龍山寺聯合開發住宅   | 萬華區 |                |
| 港墘聯合開發住宅     | 內湖區 |                |
| 台北橋聯合開發住宅   | 三重區 |                |
| 永平社會住宅         | 士林區 | 2004年12月23日 |
| 新店機廠聯合開發住宅 | 新店區 | 2009年8月19日  |
| 敦煌社會住宅         | 大同區 | 2010年1月5日   |
| 行天宮站社會住宅     | 中山區 | 2010年1月5日   |
| 大龍峒社會住宅       | 大同區 | 2011年8月23日  |
| 興隆D1社會住宅       | 文山區 | 2015年5月15日  |
| 健康社會住宅         | 松山區 | 2017年12月26日 |
| 興隆D2社會住宅       | 文山區 | 2018年5月9日   |
| 青年社會住宅         | 萬華區 | 2018年12月22日 |
| 金龍都更分回戶住宅   | 內湖區 | 2019年4月18日  |
| 東明社會住宅         | 南港區 | 2019年7月31日  |
| 木柵社會住宅         | 文山區 | 2020年4月27日  |
| 明倫社會住宅         | 大同區 | 2020年8月14日  |
| 瑞光社會住宅         | 內湖區 | 2020年11月21日 |
| 中南社會住宅         | 南港區 | 2020年12月     |
| 新奇岩社會住宅       | 北投區 | 2021年3月      |
| 行善社會住宅         | 內湖區 | 2022年12月     |

### 施工中
| 名稱                   | 地區   |
| ---------------------- | ------ |
| 僑泰興社會住宅         | 南港區 |
| 台肥丁社會住宅         | 南港區 |
| 保養廠社會住宅         | 南港區 |
| 潭美國小基地社會住宅   | 內湖區 |
| 東湖社會住宅           | 內湖區 |
| 奇岩社會住宅           | 北投區 |
| 力行社會住宅           | 中山區 |
| 興隆社會住宅FH區       | 文山區 |
| 景豐二區社會住宅       | 文山區 |
| 福民社會住宅一期       | 萬華區 |
| 福民社會住宅二期       | 萬華區 |
| 金華社會住宅(特四、五) | 大安區 |
| 松信社會住宅           | 信義區 |

### 規劃中
| 名稱                   | 地區   |
| ---------------------- | ------ |
| 僑泰興社會住宅         | 南港區 |
| 台肥丁社會住宅         | 南港區 |
| 保養廠社會住宅         | 南港區 |
| 潭美國小基地社會住宅   | 內湖區 |
| 東湖社會住宅           | 內湖區 |
| 奇岩社會住宅           | 北投區 |
| 力行社會住宅           | 中山區 |
| 興隆社會住宅FH區       | 文山區 |
| 景豐二區社會住宅       | 文山區 |
| 福民社會住宅一期       | 萬華區 |
| 福民社會住宅二期       | 萬華區 |
| 金華社會住宅(特四、五) | 大安區 |
| 松信社會住宅           | 信義區 |

## 相關事項
- 臺北市政府都市發展局
- 臺北市公共住宅戰情中心
- 香港公共屋邨列表

## 外部連結
- 臺北市公共住宅戰情中心 （页面存档备份，存于）